# Guido Castelnuovo (historien)
Pour l’article homonyme, voir Guido Castelnuovo (mathématicien).
 (juillet 2018).
Guido Castelnuovo, né à Turin le 23 novembre 1963, est un historien médiéviste franco-italien, spécialiste de l’histoire des élites, tout particulièrement du bas Moyen Âge, des sociétés politiques princières et des cultures aristocratiques. Il est aujourd’hui professeur à Avignon Université.

## Biographie
Élève de Giovanni Tabacco à l’Université de Turin et ancien membre de l’École française de Rome, Guido Castelnuovo, après avoir longtemps enseigné à l’Université Savoie-Mont-Blanc, est aujourd’hui professeur d’histoire du Moyen Âge à Avignon Université.
Membre du Laboratoire CIHAM-UMR 5648 et de la SHMESP (Société des historiens médiévistes de l'enseignement supérieur public) il participe à de nombreux comités scientifiques et éditoriaux, français et étrangers ; il est le directeur des Éditions Universitaires d’Avignon, auxquelles il contribue  à impulser une stratégie éditoriale fondée sur la diffusion du savoir et le renforcement des liens entre Université et Cité.

## Famille
Guido Castelnuovo est le fils de l'historien de l'art Enrico Castelnuovo, le petit-fils d’Arnoldo Frigessi di Rattalma et l’arrière-petit-fils du mathématicien Guido Castelnuovo.

## Principales publications
1. L'aristocrazia del Vaud fino alla conquista sabauda (inizio XI - metà XIII secolo), Torino, 1990 (Biblioteca Storica Subalpina, 207), 322 p.
2. Ufficiali e gentiluomini. La società politica sabauda nel tardo medioevo, Milano, Franco Angeli, 1994 (Collana del Dipartimento di Storia dell'Università di Torino), 426 p. [4]
3. Seigneurs et lignages dans le Pays de Vaud. Du [Royaume_de_Bourgogne|royaume de Bourgogne] à l'arrivée des Savoie, Lausanne, 1994 (Cahiers Lausannois d'Histoire Médiévale, 11), 236 p.[5]
4. R. Bordone, G. Castelnuovo, G. M. Varanini, Le aristocrazie: dai signori rurali al patriziato, Laterza, Roma-Bari, 2004, 264 p.[6]

1. Codirection avec Olivier Mattéoni, De part et d'autre des Alpes. I. Les châtelains des princes à la fin du Moyen Âge, Paris, Publications de la Sorbonne, 2006, 340 p.[7]
2. Codirection avec Olivier Mattéoni, De part et d'autre des Alpes. II. Chancelleries et chanceliers des princes à la fin du Moyen Âge, Chambéry, Publications du LLS, 2011, 292 p.[8]
3. Codirection avec Sandrine Victor, L'Histoire à la source. Acter, compter, enregistrer (Catalogne, Savoie, Italie, XIIe-XVe s.), Chambéry, Éditions du LLSETI, 2017, 538 p.[9]
4. Être noble dans la cité. Les noblesses italiennes en quête d’identité (XIIIe – XVe siècle), Paris, Classiques Garnier, 2014, 512 p. [10]